# Теорема Гамильтона — Кэли
Теоре́ма Га́мильтона — Кэ́ли —  классическая теорема линейной алгебры,
утверждает, что любая квадратная матрица удовлетворяет своему характеристическому уравнению.
Названная в честь Уильяма Гамильтона и Артура Кэли.

## Формулировка
Если {\displaystyle \ A} — квадратная матрица и {\displaystyle \ c(\lambda )} её характеристический многочлен, то {\displaystyle \ c(A)=0}.

## Следствия
- Теорема Гамильтона — Кэли обуславливает существование аннулирующего многочлена.

## Вариации и обобщения
- характеристический многочлен матрицы делится без остатка на ее минимальный многочлен.

- характеристический многочлен матрицы имеет те же корни, что и ее минимальный многочлен, и кратностью не ниже.

- Пусть {\displaystyle p_{A}(\lambda )} — характеристический многочлен матрицы {\displaystyle A}, а матрица {\displaystyle X} коммутирует с {\displaystyle A}. Тогда {\displaystyle p_{A}(X)=M(A-X)}, где {\displaystyle M} — некоторая матрица, коммутирующая с {\displaystyle A} и {\displaystyle X}[1].

- Если в характеристическом многочлене {\displaystyle f(x_{1},...,x_{m})} заменить {\displaystyle x^{z}} на {\displaystyle A^{z}}, то получим нулевую матрицу[2].